# 카린 에레라

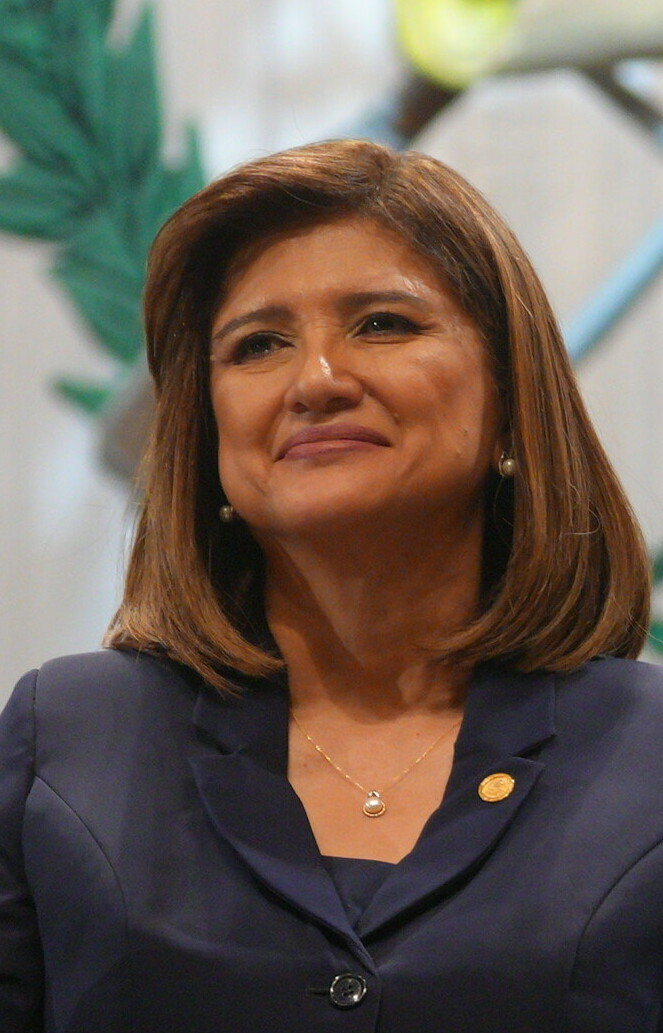
카린 에레라

카린 에레라(Karin Larissa Herrera Aguilar, 1967년 7월 25일 ~ )는 과테말라의 정치인이다. 그녀는 풀뿌리 운동(Movimento Semilla)당의 당원이자 2024년 1월 14일부터 과테말라 제18대 부통령으로 재임중이다.

## 학력
- 콜레지오 벨가 (Colegio Belga)
- 산 카를로스 대학교 (Universidad de San Carlos de Guatemala) 화학과 학사학위
- 밸리 대학교(Universidad del Valle de Guatemala) 환경학 석사학위
- 살라망카 교황청립 대학교 (Universidad Pontificia de Salamanca) 정치학 및 사회학 박사학위

## 정치
- 2023년 과테말라 총선에서 진보당 풀뿌리운동  베르나르도 아레발로의 러닝메이트로 나와  선거에서 승리하여 부통령이 되었다.

## 개인생활
- 2001년 구스타보 알베이로 고메스 알바레즈 (Gustavo Albeiro Gómez Álvarez)와 결혼했으나 2021년에 이혼 하였고, 두 자녀가 있다.